# Chippy Simmons
Charles „Chippy” Simmons (ur. 9 września 1878 w West Bromwich, zm. 12 grudnia 1937 w Wednesbury) – angielski piłkarz występujący na pozycji napastnika.

## Kariera
Urodzony w West Bromwich, profesjonalną karierę rozpoczynał w West Bromwich Albion w kwietniu 1898. 3 września 1900 jako pierwszy zawodnik w historii zespołu zdobył bramkę na klubowym stadionie The Hawthorns, doprowadzając do wyrównania w zremisowanych 1:1 spotkaniu z Derby County. W lipcu 1904 za sumę 700 funtów przeniósł się do West Ham United, jednak dziesięć miesięcy później, za kwotę 600 funtów powrócił do swojego byłego klubu. W marcu dołączył do Chesterfield Town, później występował jeszcze w kilku mniejszych zespołach. Zmarł 1937 w Wednesbury w wieku 59 lat.

## Literatura
- Matthews, Tony (2005). The Who's Who of West Bromwich Albion. Breedon Books. ISBN 1-85983-474-4.